# I Remember When I Was Young
I Remember When I Was Young è il diciannovesimo album di John Farnham, pubblicato nel 2005 per l'etichetta Sony BMG.

## Tracce
1. "Come Back Again" (R. Wilson) – 3:40
2. "Heading In The Right Direction" (M. Punch, G. Paige) – 3:48
3. "One Perfect Day" (R. Wells) – 3:42
4. "I Remember When I Was Young" (M. Taylor) – 4:31
5. "Downhearted" (B. McDonough, G. McDonough, S. Higgins) – 3:30
6. "Even When I'm Sleeping" (D. Manning) – 4:35
7. "Green Limousine" (M. Spiby) – 3:43
8. "Girls On The Avenue" (R. Clapton) – 4:14
9. "Forever Now" (S. Prestwich) – 4:06
10. "Reckless" (J. Reyne) – 3:56
11. "Come Said The Boy" (E. McCusker) – 4:31
12. "No Aphrodisiac" (T. Freedman, G. Dormand, M. Ford) – 5:12
13. "Overkill" (C. Hay) – 3:42

## Formazione
- John Farnham - voce
- Stuart Fraser - chitarra
- Angus Burchall - batteria
- Craig Newman - basso
- Chong Lim - tastiera